# Djomon
Djomon est l'un des sept arrondissements de la commune d'Avrankou dans le département de l'Ouémé au Bénin.

## Géographie
L'arrondissement de Djomon est situé au sud-est du Bénin et compte 12 villages que sont :
1. Affandji-tanme
2. Ahovo
3. Danme-kpossou
4. Djomon
5. Gbetchou
6. Gbodji
7. Gbokousso
8. Houeli
9. Houngo
10. Lotin Gbedjehouin
11. Sedje-ahovo
12. Sekanme

## Démographie
Selon le recensement de la population de 2013 conduit par l'Institut national de la statistique et de l'analyse économique (INSAE), Djomon compte 21920 habitants .